# Gustav Rüggeberg
Gustav Rüggeberg (* 1. August  1894 in Braunschweig; † 28. April 1961 ebenda) war ein deutscher Maler, Grafiker, Illustrator und Hochschullehrer.

## Leben und Werk
Rüggeberg wuchs in der nördlichen Wilhelmstraße auf. Von 1909 bis 1914 besuchte er das Lehrerseminar in Braunschweig und nahm anschließend am Ersten Weltkrieg teil. Von 1918 bis 1923 besuchte er die Handwerker-Kunstgewerbeschule am Löwenwall, eine der Vorläuferinstitutionen der 1963 gegründeten Hochschule für Bildende Künste Braunschweig (HBK). Ab 1924 arbeitete er als Kunsterzieher an verschiedenen Mittelschulen der Stadt und leitete gelegentlich Lehrerfortbildungskurse. In diese Zeit fiel auch Rüggebergs Vorstandstätigkeit in verschiedenen Künstlervereinigungen der Stadt, insbesondere im Kunstverein Braunschweig. Auch am Zweiten Weltkrieg nahm Rüggeberg teil. Nach Kriegsende erhielt er 1945 einen Lehrauftrag für Malen, Zeichnen und grafische Techniken an der Technischen Hochschule Braunschweig, die ihn 1955 zum Professor ernannte.
Rüggebergs Werk besteht u. a. aus zahlreichen Ölgemälden sowie Strich- und Federzeichnungen. Themen und Stoffe sind durch seine zahlreichen Reisen bestimmt, so arbeitete Rüggeberg z. B. in der Künstlerkolonie Nidden. Einen besonderen Schwerpunkt seiner künstlerischen Arbeit bildeten v. a. Zeichnungen historischer (vor den großflächigen Zerstörungen des Zweiten Weltkrieges) und moderner (Nachkriegs-)Architektur in Braunschweig. Viele seiner Werke befinden sich heute im Städtischen Museum Braunschweig.
Rüggeberg arbeitete u. a. auch für die Braunschweiger Verlage Westermann und Appelhans, für die er Schul- sowie Kinder- und Jugendbücher bebilderte. Er illustrierte ebenfalls wissenschaftliche Werke, Orts- und Heimatchroniken (darunter das 1952 erschienen Standardwerk von Theodor Müller Ostfälische Landeskunde) sowie Firmenschriften, wie z. B. die 1950 erschienene Festschrift zum 400-jährigen Bestehen des Braunschweiger Unternehmens Wullbrandt + Seele.
Rüggeberg war seit 1935 mit der aus dem ostpreußischen Insterburg stammenden Hildegard, geb. Nagorny, verheiratet und lebte mit ihr zuletzt Am Wendenwehr 19 in Braunschweig.